# Scylaticus loewi
Scylaticus loewi là một loài ruồi trong họ Asilidae. Scylaticus loewi được Londt miêu tả năm 1992. Loài này phân bố ở vùng nhiệt đới châu Phi.